# Hoàng Việt xuân thu
Hoàng Việt xuân thu (chữ Hán: 皇越春秋), hay Việt Lam xuân thu (chữ Hán: 越藍春秋), còn gọi là Việt Lam tiểu sử (chữ Hán: 越藍小史) là một cuốn tiểu thuyết chương hồi không rõ nguồn gốc về lịch sử Việt Nam. Các nhà nghiên cứu cho rằng tác phẩm này soạn khoảng cuối thế kỷ 19 và được Lê Hoan xuất bản năm 1908. Tiểu thuyết này chia làm 3 quyển, mỗi quyển khoảng 20 hồi, tổng cộng 60 hồi.
Hoàng Việt xuân thu kể về cuộc khởi nghĩa Lam Sơn của vua Lê Thái Tổ, từ lúc cha con Hồ Quý Ly soán ngôi nhà Trần, quân Minh sang xâm lược, Lê Lợi dấy binh khởi nghĩa ở Lam Sơn, kết thúc khi quân Minh về nước, Lê Lợi lên làm vua. Quyển đầu của cuốn tiểu thuyết này gây nhiều tranh cãi vì kể chuyện Lê Lợi hợp tác với quân Minh để đánh nhà Hồ.

## Tác giả
Hoàng Việt xuân thu là một tác phẩm không rõ nguồn gốc, lần đầu tiên được nhắc đến trong tựa Hoàng Việt long hưng chí của Ngô Giáp Đậu năm 1804 dưới tên Hoàng Việt xuân thu. Theo Đông Châu Nguyễn Hữu Tiến trong bản dịch Việt Lam xuân thu 1914-1916 thì "Việt Lam xuân thu đã có lâu lắm, không biết đích xác là ai làm, nhưng có người truyền là của ông Nguyễn Trãi". Nhà nghiên cứu Trần Nghĩa cho rằng tác giả tương truyền là Vũ Xuân Mai, Trần Văn Giáp cũng nói tương tự nhưng nhấn mạnh là "Lời truyền này chưa tìm thấy ghi trong sách nào cả".
Năm 1908, Lê Hoan nhuận sắc và xuất bản tác phẩm với tên Việt Lam tiểu sử. Ông viết rằng mình tìm thấy cuốn sách này trong tủ sách của một gia đình nổi tiếng, trong lúc nhàn rỗi đem ra sửa sang, trau chuốt và đem in để người đời sau biết được công lao của vua Lê Thái Tổ. Có quan điểm cho rằng chính Lê Hoan là tác giả.
Cho đến nay, ai là tác giả của Hoàng Việt xuân thu vẫn chưa có lời giải.

## Văn bản
Hiện có 12 dị bản của Hoàng Việt xuân thu:
- Viện nghiên cứu Hán Nôm 5 bản: bản in kí hiệu VHv.1819/1-3, tựa Việt Lam tiểu sử, thiếu 10 hồi cuối; bản viết tay kí hiệu A.13; bản viết tay kí hiệu A.3215, tựa Hoàng Việt xuân thu, chia làm ba tập Sơ, Trung, Hạ; bản viết tay VHv.1683, thiếu 32 hồi cuối; bản viết tay VHv.2085, thiếu 9 hồi đầu và hồi thứ 60.
- Thư viện Viện sử học 2 bản: bản in kí hiệu HV.84, đủ 3 quyển 60 hồi; bản viết tay kí hiệu HV.121.
- Thư viện quốc gia Việt Nam 1 bản: bản viết tay kí hiệu R.451, chỉ có quyển 2 (tức hồi 22 đến 40).
- Thư viện quốc gia Pháp 1 bản: bản kí hiệu A.69/1-2.
- Bảo tàng Guimet 1 bản: bản in kí hiệu MG.FV.55732.
- Đông Dương văn khố Nhật Bản 1 bản: bản in kí hiệu X-2-35.

## Danh sách các hồi
| Hồi | Chữ Hán                       | Phiên âm Hán-Việt                                                         | Tiếng Việt                                                                     |
| --- | ----------------------------- | ------------------------------------------------------------------------- | ------------------------------------------------------------------------------ |
| 1   | 陳子孫恃強失國 胡父子肆虐専君 | Trần tử tôn thị cường thất quốc Hồ phụ tử tứ ngược chuyên quân            | Con cháu nhà Trần cậy mạnh, mất nước; Cha con nhà Hồ ngang ngược chuyên quyền. |
| 2   | 陳天平乞憐上國 裴伯耆告急中朝 | Trần Thiên Bình khất liên Thượng quốc Bùi Bá Kỳ cáo cấp Trung triều       | Trần Thiên Bình van nài Thượng quốc; Bùi Bá Kỳ cáo cấp Trung triều.            |
| 3   | 明御史賚敕問罪 胡侍郎上表請歸 | Minh ngự sử lãi sắc vấn tội Hồ thị lang thướng biểu thỉnh quy             | Ngự sử nhà Minh đưa sắc hỏi tội; Thị lang nhà Hồ dâng biểu thuận theo.         |
| 4   | 段侍講為國進賢 黎太祖堅心辭聘 | Đoàn thị giảng vi quốc tiến hiền Lê Thái Tổ kiên tâm từ sính              | Đoàn thị giảng tiến cử nhân tài; Lê Thái Tổ khước từ cộng sự.                  |
| 5   | 胡季犛設計行凶 陳天平當途遇害 | Hồ Quý Ly thiết kế hành hung Trần Thiên Bình đương đồ ngộ hại             | Hồ Quý Ly lập kế hành hung; Trần Thiên Bình giữa đường bị hại.                 |
| 6   | 巡南海季犛遇鬼 伏嵬山陳暠復讎 | Tuần Nam Hải Quý Ly ngộ quỷ Phục Nguy sơn Trần Cảo phục thù               | Du Nam Hải, Quý Ly gặp quỷ; Nấp Nguy sơn, Trần Cảo báo thù.                    |
| 7   | 議征南明朝選將 分禦北胡主屯兵 | Nghị chinh Nam Minh triều tuyển tướng Phân ngữ Bắc Hồ chủ đồn binh        | Đánh phương Nam, triều Minh chọn tướng; Ngừa giặc Bắc, họ Hồ dàn quân.         |
| 8   | 張總兵遣拔二關 丁元帥退伏五將 | Trương tổng binh khiển bạt nhị quan Đinh nguyên soái thoái phục ngũ tướng | Trương tổng binh nhổ hai ải quan; Đinh nguyên soái giấu năm chiến tướng.       |
| 9   | 沐晟敗賊華橗關 張輔移營昌江市 | Mộc Thạnh bại tặc Hoa Manh quan Trương Phụ di doanh Xương Giang thị       | Ải Hoa Manh, Mộc Thạnh thắng địch; Chợ Xương Giang, Trương Phụ dời dinh.       |
| 10  | 黎兄弟起兵討賊 明將佐遣使聘賢 | Lê huynh đệ khởi binh thảo tặc Minh tướng tá khiển sứ sính hiền           | Anh em Lê Lợi dấy binh dẹp giặc; Tướng tá nhà Minh sai sứ cầu hiền.            |
| 11  | 黎善使人行反間 太監遣僕投勸書 | Lê Thiện sử nhân hành phản gián Thái giám khiển bộc đầu khuyến thư        | Lê Thiện cho người làm nội ứng; Thái giám sai tớ gửi thư khuyên.               |
| 12  | 黎將軍尋弟定計 范從事回帥問謀 | Lê tướng quân tầm đệ định kế Phạm tòng sự hồi soái vấn mưu                | Lê tướng quân tìm em định kế; Phạm tòng sự về trại hỏi mưu.                    |
| 13  | 排陣法善設五屯 論兵書旦賺二將 | Bài trận pháp Thiện thiết ngũ đồn Luận binh thư Đán trám nhị tướng        | Bày trận pháp, Thiện lập năm đồn; Luận binh thư, Đán dìm hai tướng.            |
| 14  | 范旦竊印走豐州 張韶奪壺擊王友 | Phạm Đán thiết ấn tẩu Phong châu Trương Thiều đoạt hồ kích Vương Hữu      | Phạm Đán cướp ấn tếch Phong Châu; Trương Thiều chộp be choảng Vương Hữu.       |
| 15  | 黎欽飛馬刺文丘 段發伏兵擊沐晟 | Lê Khâm phi mã thích Văn Khâu Đoàn Phát phục binh kích Mộc Thạnh          | Lê Khâm phi ngựa đâm Văn Khâu; Đoàn Phát phục binh đánh Mộc Thạnh.             |
| 16  | 問村夫民獻中計 遇義兵段發解圍 | Vấn thôn phu Dân Hiến trúng kế Ngộ nghĩa binh Đoàn Phát giải vi           | Hỏi người làng, Dân Hiến mắc kế; Gặp nghĩa quân, Đoàn Phát giải vây.           |
| 17  | 胡參軍降黎軍師 明督戰殺胡元帥 | Hồ tham quân hàng Lê quân sư Minh đốc chiến sát Hồ nguyên soái            | Hồ tham quân hàng Lê quân sư; Minh đốc chiến giết Hồ nguyên soái.              |
| 18  | 沐右將起擊段發 黎上將賺襲東都 | Mộc hữu tướng khởi kích Đoàn Phát Lê thượng tướng trám tập Đông Đô        | Mộc hữu tướng tiến công Đoàn Phát; Lê tướng quân tập kích Đông Đô.             |
| 19  | 向西都彬中賊計 漁碧湖利得神劎 | Hướng Tây Đô Bân trúng tặc kế Ngư Bích Hồ Lợi đắc thần kiếm               | Trẩy Tây Đô, Bân trúng mưu thâm; Chài Bích Hồ, Lợi được gươm báu.              |
| 20  | 木丸江胡折二將 悶海口明覆三軍 | Mộc Hoàn giang Hồ chiết nhị tướng Muộn Hải khẩu Minh phúc tam quân        | Sông Mộc Hoàn, Hồ tong hai tướng; Cửa Muộn Hải, Minh nướng ba quân.            |
| 21  | 善用火胡氏鏖軍 利得雨季犛失御 | Thiện dụng hoả Hồ thị ao quân Lợi đắc vũ Quý Ly thất ngự                  | Thiện dùng lửa, Hồ thị nướng quân; Lợi được mưa, Quý Ly mất nước.              |
| 22  | 據安南張輔獻圖 平交趾黎祖行賞 | Cứ An Nam Trương Phụ hiến đồ Bình Giao Chỉ Lê Tổ hành thưởng              | Chiếm An Nam, Phụ hiến bản đồ; Bình Giao Chỉ, Minh ban chức tước.              |
| 23  | 扶正統黎利尋主 奮中興簡定為王 | Phù chính thống Lê Lợi tầm chủ Phấn trung hưng Giản Định vi vương         | Phò chính thống, Lê Lợi tìm chúa; Gắng trung hưng, Giản Định lên ngôi.         |
| 24  | 下戰書呂毅恃雄 逞奇謀黎善決勝 | Hạ chiến thư Lã Nghị thị hùng Sính kì mưu Lê Thiện quyết thắng            | Viết chiến thư, Lã Nghị thị hùng; Dùng kế lạ, Lê Thiện quyết thắng.            |
| 25  | 鄧公歸殯感三軍 陳王西巡煩百姓 | Đặng công quy tấn cảm tam quân Trần vương tây tuần phiền bách tính        | Đặng công quy táng não ba quân; Trần vương tây tuần phiền trăm họ.             |
| 26  | 宴江中季擴遇妖 登臺上簡定禪位 | Yến giang trung Quý Khoáng ngộ yêu Đăng đài thượng Giản Định thiện vị     | Giữa sông Quý Khoáng gặp yêu tinh; Lên đài Giản Định nhường ngôi báu.          |
| 27  | 功盤灘阮異用計 聽仲東徐政中謀 | Công Bàn Than Nguyễn Dị dụng kế Thính Trọng Đông Từ Chính trúng mưu       | Đánh Bàn Than Nguyễn Dị dùng mưu; Nghe Trọng Đông, Từ Chính trúng kế.          |
| 28  | 阮美失守鹹子關 潘抵被執太平屯 | Nguyễn Mỹ thất thủ Hàm Tử quan Phan Để bị chấp Thái Bình đồn              | Cửa Hàm Tử, Nguyễn Mỹ bại vong; Đồn Thái Bình, Phan Để bị bắt.                 |
| 29  | 入橫林張輔被困 走吉利簡定成擒 | Nhập Hoành Lâm Trương Phụ bị khốn Tẩu Cát Lợi Giản Định thành cầm         | Vào Hoành Lâm, Trương Phụ khốn nguy; Lên Cát Lợi, Giản Định bị bắt.            |
| 30  | 築京觀張輔肆虐 上表書陳帝詐降 | Trúc kinh quán Trương Phụ tứ ngược Thướng biểu thư Trần đế trá hàng       | Đắp kinh quán, Trương Phụ tàn ngược; Dâng biểu thư, Trần đế trá hàng.          |
| 31  | 黎蕊得利慈廉縣 韓觀折糧西江心 | Lê Nhị đắc lợi Từ Liêm huyện Hàn Quan chiết lương Tây Giang tâm           | Đến Từ Liêm, Lê Nhị được lợi; Tại Tây Giang, Hàn Quan mất lương.               |
| 32  | 逞驕兵張輔敗績 討強虜黎利成功 | Sính kiêu binh Trương Phụ bại tích Thảo cường lỗ Lê Lợi thành công        | Sinh quân kiêu, Trương Phụ thất bại; Dẹp giặc mạnh, Lê Lợi thành công.         |
| 33  | 謁王城黎朝拓始 走南麽陳祚告終 | Yết vương thành Lê triều thác thủy Tẩu Nam Mô Trần tộ cáo chung           | Yết vương thành, nhà Lê dấy nghiệp; Tẩu Nam Mô họ Trần cáo chung.              |
| 34  | 張國公三次獻俘 段參將一番用計 | Trương quốc công tam thứ hiến phu Đoàn tham tướng nhất phiên dụng kế      | Trương quốc công ba bận dâng tù; Đoàn tham tướng một phen dụng kế.             |
| 35  | 季祐獻謀擒故老 段發討賊救慈親 | Quý Hựu hiến mưu cầm cố lão Đoàn Phát thảo tặc cứu từ thân                | Quý Hựu bày mưu bắt nguyên lão; Đoàn Phát dẹp giặc cứu mẫu thân.               |
| 36  | 設書驛黃張定制 貢扇翠馬李殘民 | Thiết thư dịch Hoàng Trương định chế Cống phiến thuý Mã Lý tàn dân        | Lập trạm dịch, Hoàng, Trương đặt lệ; Cống lông chả, Mã, Lý hại dân.            |
| 37  | 阮廌決志尋明主 黎利清夜得智臣 | Nguyễn Trãi quyết chí tầm minh chủ Lê Lợi thanh dạ đắc trí thần           | Nguyễn Trãi quyết chí tìm minh chủ; Lê Lợi đêm thanh được mưu thần.            |
| 38  | 設學舍山神報兆 討北寇黎衆乞憐 | Thiết học xá sơn thần báo triệu Thảo Bắc khấu Lê chúng khất liên          | Làm trường trại, sơn thần báo mộng; Dẹp giặc Minh, dân chúng kêu cầu.          |
| 39  | 阮進士設謀立主 黎太祖即位為王 | Nguyễn tiến sĩ thiết mưu lập chủ Lê Thái Tổ tức vị vi vương               | Nguyễn tiến sĩ bày mưu lập chúa; Lê Thái Tổ tức vị làm vua.                    |
| 40  | 阮將軍設計下城 蔡降將獻謀傳檄 | Nguyễn tướng quân thiết kế hạ thành Thái hàng tướng hiến mưu truyền hịch  | Nguyễn quân sư lập kế hạ thành; Thái hàng tướng bay mưu truyền hịch.           |
| 41  | 功琴彭軍師勝績 封朱榮太祖敗軍 | Công Cầm Bành quân sư thắng tích Phong Chu Vinh Thái Tổ bại quân          | Đánh Cầm Bành quân sư đắc thắng; Dẹp Chu Vinh Thái Tổ bị thua.                 |
| 42  | 阮廌謀襲臨洮城 農曆智取端雄府 | Nguyễn Trãi mưu tập Lâm Thao thành Nông Lịch trí thủ Đoan Hùng phủ        | Đánh Lâm Thao, Nguyễn Trãi lập mưu; Lấy Đoan Hùng, Nông Lịch dùng trí.         |
| 43  | 王守將交還宣化 段侍郎功下國威 | Vương thủ tướng giao hoàn Tuyên Hoá Đoàn thị lang công hạ Quốc Oai        | Vương thủ tướng giao hoàn Tuyên Hoá; Đoàn thị lang công phá Quốc Oai.          |
| 44  | 驅多邦馮貴殞命 守三帶侯保捐身 | Khu Đa Bang Phùng Quý vẫn mệnh Thủ Tam Đái Hầu Bảo quyên thân             | Xua Đa Bang, Phùng Quý tự vẫn; Giữ Tam Đới, Hầu Bảo quên mình.                 |
| 45  | 國威軍艾麥成功 諒山戍採薪失守 | Quốc Oai quân nghệ mạch thành công Lạng Sơn thú thái tân thất thủ         | Quân Quốc Oai gặt hái thành công; Lính Lạng Sơn củi rơm thất thủ.              |
| 46  | 李彬上疏欺成祖 范旦決水浸北兵 | Lý Bân thướng sớ khi Thành Tổ Phạm Đán quyết thủy tẩm Bắc binh            | Lý Bân dâng sớ lừa Thành Tổ; Phạm Đán ngăn sông đắm giặc Minh.                 |
| 47  | 報父讎五虎起兵 討國賊一龍命駕 | Báo phụ thù ngũ hổ khởi binh Thảo quốc tặc nhất long mệnh giá             | Báo thù cha, năm hổ dấy binh; Trừ nạn nước, một rồng hộ giá.                   |
| 48  | 隱白藤黎兵神助 背冷水明將天亡 | Ẩn Bạch Đằng Lê binh thần trợ Bối Lãnh Thủy Minh tướng thiên vong         | Náu Bạch Đằng vua Lê thoát hiểm; Dựa Lãnh Thủy tướng giặc mệnh vong.           |
| 49  | 黃尚書承詔還北 山招撫奉命如南 | Hoàng thượng thư thừa chiếu hoàn Bắc Sơn chiêu phủ phụng mệnh như Nam     | Hoàng thượng thư vâng chiếu về Bắc; Sơn chiêu phủ phụng mệnh sang Nam.         |
| 50  | 論天文善廌同見 操兵柄智政無功 | Luận thiên văn Thiện Trãi đồng kiến Thao binh bính Trí Chính vô công      | Luận thiên văn, Thiện, Trãi nhất trí; Cầm quân đội, Trí Chính vô công.         |
| 51  | 宣宗大論交趾國 馬暎小勝廣威城 | Tuyên Tông đại luận Giao Chỉ quốc Mã Ánh tiểu thắng Quảng Oai thành       | Tuyên Tông bàn sâu về Giao Chỉ; Mã Ánh thắng nhỏ ở Quảng Oai.                  |
| 52  | 敗淅江王通死魄 顯黃山黃必生魂 | Bại Tích Giang Vương Thông tử phách Hiển Hoàng sơn Hoàng Tất sinh hồn     | Bên Tích Giang, Vương Thông mất mật; Tại Hoàng Phổ, Hoàng Tất hiện hồn.        |
| 53  | 破東關重寄受首 襲清化何忠喪身 | Phá Đông Quan Trọng Ký thụ thủ Tập Thanh Hoá Hà Trung táng thân           | Phá Đông Quan, Trọng Kỳ mất mạng; Đánh Thanh Hoá, Hà Trung rơi đầu.            |
| 54  | 迤南韋均懸頭 功建昌馬書失守   | Bình Di Nam Vi Quân huyền đầu Công Kiến Xương Mã Thư thất thủ             | Bình Di Nam, Cách Quân bêu đầu; Phá Kiến Xương, Mã Thư bỏ mạng.                |
| 55  | 宣宗遣將征安南 太祖忿心功交趾 | Tuyên Tông khiển tướng chinh An Nam Thái Tổ phẫn tâm công Giao Chỉ        | Tuyên Tông tuyển tướng đánh An Nam; Thái Tổ bầm gan công Giao Chỉ.             |
| 56  | 黎謀將緩兵交趾 馬忠臣死節昌江 | Lê mưu tướng hoãn binh Giao Chỉ Mã trung thần tử tiết Xương Giang         | Tướng vua Lê hoãn binh Giao Chỉ; Tôi nhà Minh tử tiết Xương Giang.             |
| 57  | 功隘留產斬北將 伏彝鎮廌設南兵 | Công Ải Lưu, Sản trảm Bắc tướng Phục Di Trấn, Trãi thiết Nam binh         | Đánh Ải Lưu, Sản chém tướng Bắc; Phục Trấn Di, Trãi ém quân Nam.               |
| 58  | 破七屯柳昇縱敵 發一鏢太祖神威 | Phá thất đồn Liễu Thăng túng địch Phát nhất tiêu Thái Tổ thần oai         | Phá bảy đồn, Liễu Thăng được thể; Bắn một phát, Thái Tổ oai thần.              |
| 59  | 救黃福少礙得代 立陳暠太祖求封 | Cứu Hoàng Phúc Thiếu Ngại đắc đại Lập Trần Cảo Thái Tổ cầu phong          | Cứu Hoàng Phúc, Thiếu Ngại xin chết; Lập Trần Cảo, Thái Tổ cầu phong.          |
| 60  | 陳暠歸神南宮裏 黎利即位東閣中 | Trần Cảo quy thần Nam Cung lý Lê Lợi tức vị Đông Các trung                | Trần Cảo tạ thế ở Nam Cung; Lê Lợi lên ngôi tại Đông Các.                      |

## Dịch bản
Hoàng Việt xuân thu đã được dịch ra tiếng Việt vài lần. Từ năm 1914 đến 1916, Đông Kinh ấn quán Hà Nội công bố bản dịch của Đông Châu Nguyễn Hữu Tiến, gồm 60 hồi. Nhưng bản dịch này thiếu những câu có trong bản chữ Hán, hoặc ngược lại có những câu không có trong bản chữ Hán. Năm 1971, Phương Phủ Nguyễn Hữu Quỳ công bố một bản dịch khác tại Việt Nam Cộng hòa. Nhưng bản dịch này chỉ dịch 40 hồi đầu. Sau này, phó giáo sư Trần Nghĩa của Viện Nghiên cứu Hán Nôm công bố bản dịch có đủ 60 hồi, dịch theo bản Hv.84 của Viện sử học, được cho là đầy đủ nhất.